# Franz Frankopan
Franz Johann Frankopan (Franciscus de Fragepanibus, Ivan Franjo Frankapan, Ferenc János Frankopan; * um 1490; † 22. Januar oder 28. Januar 1543 in Pressburg) war ein Angehöriger des Geschlechts der Frankopan. Er war Erzbischof von Kalocsa und von 1538 bis 1543 Bischof von Agria. Er war Sprecher des Königs Johann Zápolya (Johannes) von Ungarn.
Franz Johann Frankopan war Sohn des Bernardin Frankopan und der Luisa Marzano.
Nach der Niederlage der Ungarn bei Mohács (1526) gegen die Türken breiteten sich diese immer mehr über das Territorium des Königreichs Ungarn aus. Auch die Habsburger hatten Ansprüche auf Ungarn. Infolge des am 10. Juni 1538 in Wratislauia (Breslau) abgeschlossenen Vertrags zwischen König Johannes Zápolya von Ungarn und König Ferdinand von Habsburg, der auf einen Interessenausgleich bezüglich der gegenseitigen Territorial- und Erbansprüche hinausging, schreibt Kaiser Karl V. aus Toledo König Johann, dass er die Botschaft des Sprechers von Johannes, Franciscus de Fragepanibus, Erzbischof von Kalotscha und Bischof von Agria, entgegengenommen und die Friedensbestrebungen zwischen seinem Bruder Ferdinand und König Johannes „mit größter Genugtuung“ vernommen habe.